# Breda Model 35
Cannone-Mitragliera da 20/65 modello 35 (Breda), også kaldet Breda Model 35, var en 20 mm antiluftskytskanon, som blev fremstillet af Società Italiana Ernesto Breda i Brescia i Italien og brugt under 2. verdenskrig. Det blev designet i 1932 og blev indført i de italienske væbnede styrker i 1935. Det var en af to 20-mm antiluftskytskanoner, som blev anvendt af Italien under 2. verdenskrig, den anden var 20 mm Scotti. Begge våben benyttede 20 x 138 mm patroner.

## Design
Kanonen var udformet så den både kunne bruges mod fly og mod mål på jorden. Den var effektiv mod lette kampvogne, da de panserbrydende granater kunne trænge gennem 30 mm panser på en afstand af 500 m. Det havde en tohjulet trailer, men på grund af dens strukturelle svaghed, som begrænsede hastigheden til 20 km/t blev våbnet i reglen transporteret på ladet af en lastbil i stedet.

## Flådeudgave
Denne kanon blev i vid udstrækning anvendt af Regia Marina som dæk-monteret antiluftskytskanon på de fleste italienske krigsskibe i såvel enkelt som dobbelt affutager, og blev betragtet som et ret effektivt våben i den ret udbredte Model 1935 dobbelt affutage, som den delte med den lignende Cannone-Mitragliera da 37/54. De havde de samme svagheder, nemlig at de havde behov for et kraftigt underlag og udsendte kraftige vibrationer. I de to enkelt affutager (Model 1939 and 1940), var den sidste (hyppigt anvendt på mindre skibe såsom korvetter og motortorpedobåde delvis kureret for disse fejl og havde et bedre sigte, men generelt blev Breda 20 mm kanonen anset for at være noget underlegen i forhold til Oerlikon 20 mm kanon (som blev anvendt af Regia Marina fra 1941). Alle affutager kunne eleveres fra -10 til +90 grader.

## Brug
Udover at blive brugt som antiluftskyts kanon blev Model 35 også anvendt som hovedvåben på flere køretøjer. Den blev først monteret på fire Panzer I køretøjer, som blev konverteret under den Spanske borgerkrig, af de spanske nationalister i et forsøg på at styrke deres kampkraft mod de sovjetiske T-26 kampvogne, som blev brugt af de republikanske styrker. Senere blev den monteret på Fiat L6/40 lette kampvogne og AB 41 panservogne.
Efter at Vinterkrigen var brudt ud købte Finland i alt 88 Breda kanoner fra Italien, de sidste ankom efter fredstraktaten i Moskva i juni 1940. Fem af de finske Bredaer gik senere tabt i kamp under Fortsættelseskrigen. Desuden havde de fire italiensk byggede motortorpedobåde, som blev anvendt af Finland, en 20 mm Breda kanon på bagdækket. Den finske hær brugte de 20 ItK/35 Breda, som var kanonens officielle betegnelse i Finland, som træningsvåben for antiluftskyts besætninger i adskillige årtier efter afslutningen på 2. verdenskrig. I 1985 var der stadig 76 kanoner tilbage i dens lagre, men de blev alle skrottet senere i årtiet.
I Nordafrika havde de britiske styrker erobret et stort antal Breda Model 35-er under Operation Compass, hvilket gjorde det muligt for det australske 2/3 Light Anti-Aircraft Regiment, dele af 4. antiluftskytsbrigade, som havde i alt 42 Bredaer i sine lette antiluftskyts batterier under belejringen af Tobruk, samt et batteri af 106. (Lancashire Husar) Regiment at blive udstyret med dem.
Erobrede Bredaer blev brugt af Long Range Desert Group og ombord på et antal Royal Australian Navy og Royal Navy fartøjer, heriblandt HMAS Vendetta, HMAS Perth og HMS Ladybird samt mindst en Marmon-Herrington Mk II panservogn.
Under den Anden kinesisk-japanske krig brugte den kinesiske nationalist armés soldater Breda Model 35 under slaget om Xinkou, hvor de nedskød 3 japanske fly. Breda Model 35 blev ikke kun brugt som antiluftskyts, men blev også brugt til at ødelægge japanske kampvogne og pansrede køretøjer.

## Eksterne kilder
- Wikimedia Commons har flere filer relateret til Breda Model 35